# Circuitos electorales de la provincia de Río Negro
Los circuitos electorales de la provincia de Río Negro son ocho divisiones territoriales dispuestas por la ley electoral provincial para que se empleen en las elecciones de 24 de los 46 escaños de la legislatura provincial unicameral, eligiéndose tres legisladores por circuito mediante representación proporcional por listas con sistema d'Hondt con un piso electoral de 5% de los electores registrados en dicho circuito. Los circuitos no están organizados con base departamental, sino municipal, constituidos por más de un departamento o solo parte de algunos. A los veinticuatro legisladores elegidos en este sistema se les llama «legisladores circuitales», mientras que los otros veintidós diputados son elegidos por toda la provincia en un único distrito, recibiendo la denominación de «legisladores poblacionales». La constitución provincial permite la modificación territorial de los circuitos, pero no su abolición, para lo cual se requeriría una nueva reforma.
Este sistema se introdujo por primera vez en las elecciones provinciales de 1958, con seis circuitos electorales que empleaban un sistema mayoritario de lista incompleta. En las elecciones de 1962, 1963 y 1973 se empleó un sistema proporcional con la provincia como único distrito, mientras que en los comicios de 1983 se empleó un sistema proporcional con bonificación a la mayoría. Finalmente, el sistema circuital volvió a emplearse en 1987, cuando se crearon las ocho circunscipciones actuales (Alto Valle Centro, Alto Valle Este, Alto Valle Oeste, Andino, Atlántico, Serrano/Línea Sur, Valle Medio y Valle Inferior), que se mantendrían durante los siguientes veintiséis años. Después de la reforma constitucional de 1988 se amplió el número de legisladores para instaurar el sistema electoral mixto poblacional-circuital. Las últimas modificaciones a los circuitos se realizaron en 2013, cuando se modificaron ligeramente los circuitos de Alto Valle Centro y Alto Valle Oeste.

## Circuitos Electorales
| Circuito Electoral | Departamentos y localidades | Mapa |
| ------------------ | --- | ---- |
| Alto Valle Oeste   | - Cipolletti - Las Perlas - General Fernández Oro - Cinco Saltos - Contralmirante Cordero - Campo Grande - Catriel - Peñas Blancas |      |
| Alto Valle Centro  | - Cervantes - General Roca - Allen - El Cuy - Lonco Vaca - Mencué - Cerro Policía                                                  |      |
| Alto Valle Este    | - Chichinales - Villa Regina - General Enrique Godoy - Ingeniero Luis A. Huergo - Mainqué - Valle Azul                             |      |
| Valle Medio        | - Departamento Avellaneda - Departamento Pichi Mahuida                                                                             |      |
| Valle Inferior     | - Departamento Adolfo Alsina - Departamento Conesa                                                                                 |      |
| Andino             | - Departamento Bariloche - Departamento Ñorquincó - Departamento Pilcaniyeu                                                        |      |
| Serrano/Línea Sur  | - Departamento 9 de Julio - Departamento 25 de Mayo - Sin incluir Cona Niyeu                                                       |      |
| Atlántico          | - Departamento San Antonio - Departamento Valcheta - Cona Niyeu                                                                    |      |